# Olivette Bice
Olivette Bice z domu Daruhi (ur. 12 maja 1968 na Espiritu Santo) –  lekkoatletka z Vanuatu, sprinterka, olimpijka.
Wystąpiła na igrzyskach olimpijskich w 1988 w Seulu. Odpadła w eliminacjach biegu na 100 metrów i biegu na 200 metrów.
Była pierwszą zawodniczką z Vanuatu startującą na igrzyskach olimpijskich. Podczas ceremonii otwarcia igrzysk w 1988 była chorążym reprezentacji Vanuatu.
Rekordy życiowe:
- bieg na 100 metrów: 13,00 s (1988)
- bieg na 200 metrów: 26,88 s (1988)[1]